# Gekko petricolus
Espèce
Gekko petricolus est une espèce de geckos de la famille des Gekkonidae.

## Répartition
Cette espèce se rencontre dans les provinces d'Ubon Ratchathani et de Si Saket en Thaïlande, dans le nord du Cambodge et au Laos.

## Publication originale
- Taylor, 1962 : New oriental reptiles. University of Kansas science bulletin, vol. 43, n. 7, p. 209-263 (texte intégral).